# Mumakil
Mumakil és una banda de grindcore i deathgrind suïssa, originària de Ginebra, a la Suïssa romanda. Format sobre les cendres de grups tals com Deceit, Nostromo, Stumpfucking i Knut, Mumakil desenvoluparia un estil musica brutal i sense concessió amb lletres que van de la crítica social a l'anti-autoritarisme, la guerra, la violència i la mort.
El nom Mumakil sorgiria dels mûmakil, uns animals de la mitologia de Tolkien que es caracteritzarien per la seva semblança amb els mamuts i per tenir una força brutal.

## Biografia
Mumakil es va fundar l'any 2004 a Ginebra, Suïssa. El quartet va enregistrar les primeres cançons a l'estiu del mateix any, i al novembre ja durien a terme la seva primera actuació en directe com a teloners de Nasum.
L'any 2005, el grup gravà i publicà una primera demo titulada Brutal Grind Assault, que es va gravar a l'estudi domèstic del guitarrista Jérôme Pellegrini. Sortint de gira amb Lost Sphere Project i també sortint de gira per França a l'octubre. Seguiria l'any següent el 2006 amb l'EP The Stop Whining. Aquell mateix any, el 14 d'octubre, Mukamil publicà el seu primer àlbum d'estudi, Customized Warfare, al segell Overcome Records. El seu primer àlbum s'havia gravat de gener a març d'aquell any de nou a l'estudi a casa de Pellegrini. Aquesta primera obra tindria bona acollida entre la premsa especialitzada. I els permetria actuar llavors amb Suffocation i el 2007 tingueren la primera gira al Regne Unit amb Necrophagist i Misery Index. També actuaren a diversos festivals de Suïssa o a la República Txeca, compartint escenari amb Rotten Sound o Wasteform.
L'any 2008 van signar per Relapse Records i van publicar un split amb Inhume i un altre split amb el grup de grindcore francès Blockheads. Mumakil publicaria el seu segon àlbum, Behold the Failure l'any 2009, amb el segell Relapse Records. Aquest disc resultaria el gir cap al grindcore, mentre que el primer àlbum de Mumakil, Customized Warfare, comportava més influències deathgrind. La gira de promoció del nou disc Mumakil va ser conjuntament amb Afgrund.
A finals de 2010, el baixista i membre fundador Jeremy Tavernier va deixar la banda i va ser substituït el 2011 per Benjamin Droz.
El 2011, Mumakil va dur a terme diverses actuacions a Cuba per invitació d'un exiliat francès. I una mica més tard, el bateria Sébastien Schacher va caure malalt amb la síndrome del túnel carpià, però tot i això començaren el 2012 amb els enregistraments del tercer àlbum d'estudi. Les sessions de gravació acabaren interrompudes una vegada i una altra a causa de la malaltia de Schacher. L'àlbum finalment va aparèixer publicat per Relapse Records el juny de 2013. I tot i que Schacher havia gravat la bateria del disc, va ser reemplaçat per Kevin Foley de Benighted, per pròpia suggerència de Schacher que encara arrossegava molesties massa greus per poder tocar.
L'any 2012, el grup anuncià la publicació d'un tercer àlbum. El tercer àlbum del grup, Flies Will Starve, sortiria a la venda el 25 de juny de 2013. Prosseguint l'evolució començada amb Behold the Failure, amb un total de 24 cançons ràpides i violentes, seguint la tradició del grindcore.
La banda arribaria a efectuar més de 150 concerts a Europa, alguns dels quals a festivals com el Hellfest, el Mountains of Death, el Obscene Extreme o també el Neurotic Deathfest. I el grup descriuria el seu estil musical sota el terme de "blastcore".
L'any 2018 s'anunciaria oficialment que Mumakil havia deixat d'existir com a banda i s'havia dissolt.

## Membres

### Membres actuals
- Jérôme "Jejé" Pellegrini - guitarra (des de 2004)
- Thomas Jeanmonod - cant (des de 2004)
- Benjamin Droz - baix (des de 2011)
- Max - bateria (des de 2013)

### Antics membres
- Taverna - baix (2004-2011)
- Sébastien "Seb" Schacher - bateria (2004-2012)
- Kevin Foley - bateria (2012-2013)

## Discografia

### Àlbums d'estudi
- 2006: Customized Warfare (Overcome Records)
- 2009: Behold the Failure (Relapse Records)
- 2013: Flies Will Starve (Relapse Records)

### Demos, EPs i Splits
- 2005: Brutal Grind Assault (Demo)
- 2006: The Stop Whining EP (Blastbeat)
- 2006: Mumakil / Blockheads / Inside Conflict (Split)
- 2007: Slimewave Edition Six of Six (Split amb Inhume)
- 2008: Ruling Class Cancelled (Split amb Misery Index)
- 2008: The Sick, the Dead, the Rotten Part II (Split amb Obtuse i Third Degree)
- 2008: Blind (Split amb Blockheads)